# Tridentea ruschiana
Tridentea ruschiana là một loài thực vật có hoa trong họ La bố ma. Loài này được (Dinter) Leach miêu tả khoa học đầu tiên năm 1978.